# Біллі Бонс
Біллі Бонс (англ. Billy Bones) — вигаданий пірат XVIII століття, персонаж роману Роберта Луїса Стівенсона «Острів скарбів».

## Опис
Вільям Бонс був першим помічником на кораблі капітана Флінта. Разом із «Довгим» Джоном Сільвером входив в число наближених до ватажка. Бонс — огрядний моряк з шабельним шрамом на щоці.
За спогадами Сільвера та інших піратів, відрізнявся жорстокістю: «Біллі був важкий на руку і швидкий на розправу…». Його улюбленою приказкою була: «мертві не кусаються». Після смерті Флінта заволодів картою острова Скарбів, ставши мішенню для інших піратів. Бонс оселився в корчмі «Адмірал Бенбов», що належить матері Джима Гокінса, де просив називати його просто «капітаном».
Жив самотньо, багато пив. Після погроз і замахів з боку старих дружків (в числі візитерів були Чорний Пес і Сліпий П'ю), що закінчилися врученням йому «чорної мітки», помер від апоплексичного удару, спровокованого нервовими потрясіннями і хронічним алкоголізмом. Карта дісталася Джиму Хокінсу, що й послужило зав'язкою роману.

## Образ у кіно
У відомих екранізаціях Біллі Бонса грали:
- «Острів скарбів» (1934) — Лайонел Беррімор
- «Острів скарбів» (1937) — Микола Черкасов
- «Острів скарбів» (1971) — Казімірас Віткус
- «Острів скарбів» (1982) — Леонід Марков
- «Острів скарбів» (1990) — Олівер Рід
- «Пірати Острова Скарбів» (2006) — Джастін Джонс
- «Острів скарбів» (2012) — Девід Хервуд
- «Чорні вітрила» (2014) — Том Хоппер